# Mallerenga bruna
La mallerenga bruna (Melaniparus afer) és una espècie d'ocell passeriforme que pertany a la família Pàrids pròpia d'Àfrica austral.

## Distribució i hàbitat
Es troba a l'extrem sud de l'Àfrica austral, distribuït únicament per Sud-àfrica i Lesotho.
L'hàbitat natural són el matoll sec i el matoll de tipus mediterrani.

## Taxonomia
Va ser descrita pel naturalista i químic alemany Johann Friedrich Gmelin l'any 1789 i inicialment inclosa en el gènere Parus, però es va traslladar a Melaniparus després que una anàlisi filogenètica molecular publicada el 2013 demostrés que els membres del nou gènere formaven un clade diferent.
Es reconeixen dues subespècies:
- M. a. arens (Clancey, 1963) - al sud de Sud-àfrica i Lesotho.
- M. a. afer (Gmelin, 1789) - Namíbia i oest de Sud-àfrica.